# Nati nel 1720
| Questa pagina contiene informazioni ricavate automaticamente dalle voci biografiche con l'ausilio del template Bio e di un bot. L'aggiornamento è periodico e automatico e ricostruisce completamente la pagina. Se manca una persona in questa lista, sei pregato di non aggiungerla, ma accertati piuttosto che la sua voce biografica contenga il template Bio e che i dati anagrafici siano correttamente compilati. Se il template Bio manca, inseriscilo tu stesso o, in alternativa, metti l'avviso {{tmp\|Bio}} che ne segnala la mancanza. Se i dati riportati sono sbagliati, correggi direttamente la voce biografica; le modifiche saranno visibili in questa lista entro pochi giorni. Per chiarimenti vedi il progetto biografie. La lista contiene solo le 133 persone che sono citate nell'enciclopedia e per le quali è stato implementato correttamente il template Bio. Pagina aggiornata al 18 ago 2025. |

## Gennaio(8)
- 4 gennaio - Johann Friedrich Agricola, compositore, organista e cantante lirico tedesco († 1774)
- 7 gennaio - Marie Louise de Rohan, nobile francese († 1803)
- 11 gennaio - Giuseppe Andreoli, pittore italiano († 1776)
- 13 gennaio - Richard Hurd, vescovo anglicano e critico letterario britannico († 1808)
- 16 gennaio - Gaetano Capece, arcivescovo cattolico italiano († 1794)
- 23 gennaio - Giovanni Francesco Guidi di Bagno-Talenti, patriarca cattolico italiano († 1799)
- 27 gennaio - Samuel Foote, attore teatrale, drammaturgo e impresario teatrale britannico († 1777)
- 30 gennaio - Charles De Geer, entomologo svedese († 1778)

## Febbraio(5)
- 6 febbraio - Anton Karl von Salm-Reifferscheidt, nobile, politico e militare austriaco († 1769)
- 8 febbraio - Sakuramachi, imperatore giapponese († 1750)
- 14 febbraio - Giuseppe Maria Scarampi, vescovo cattolico italiano († 1801)
- 17 febbraio - Carlo Giuseppe di Auersperg, nobile austriaco († 1800)
- 26 febbraio - Giovanni Francesco Albani, cardinale e vescovo cattolico italiano († 1803)

## Marzo(10)
- 3 marzo - Vitaliano Borromeo, cardinale e arcivescovo cattolico italiano († 1793)
- 7 marzo - Giuseppe Rota, presbitero e letterato italiano († 1792)
- 12 marzo - Francesco Maria Emanuele Gaetani, storico italiano († 1802)
- 13 marzo - Charles Bonnet, biologo e filosofo svizzero († 1793)
- 14 marzo - Mario Lupo, storico, bibliotecario e religioso italiano († 1789)
- 15 marzo - Filippo I di Parma, nobile spagnolo († 1765)
- 17 marzo - Wilhelm von Freytag, generale prussiano († 1798)
- 17 marzo - John Rawdon, I conte di Moira, nobile irlandese († 1793)
- 19 marzo - Carl Friedrich von Bassewitz, politico tedesco († 1783)
- 24 marzo - Henri Bertin, politico, avvocato e nobile francese († 1792)

## Aprile(9)
- 1º aprile - Sebastiano Paoli, medico e enciclopedista italiano († 1796)
- 11 aprile - Gian Rinaldo Carli, scrittore, economista e storico italiano († 1795)
- 15 aprile - William Ewen, politico e rivoluzionario statunitense († 1777)
- 16 aprile - Henry Pelham-Clinton, II duca di Newcastle, nobile inglese († 1794)
- 16 aprile - Giovanni Battista de Pergen, vescovo cattolico e nobile austriaco († 1807)
- 19 aprile - Giuseppe Recupero, geologo, storico e vulcanologo italiano († 1778)
- 20 aprile - Antonio Martini, arcivescovo cattolico, letterato e biblista italiano († 1809)
- 23 aprile - Gaon di Vilna, rabbino lituano († 1797)
- 27 aprile - Cosmo Gordon, III duca di Gordon, nobile scozzese († 1752)

## Maggio(5)
- 8 maggio - William Cavendish, IV duca di Devonshire, nobile e politico britannico († 1764)
- 11 maggio - Francesco Maria Ciaraffoni, architetto e pittore italiano († 1802)
- 11 maggio - Barone di Münchhausen, militare tedesco († 1797)
- 15 maggio - Maximilian Hell, astronomo e gesuita ungherese († 1792)
- 21 maggio - Antonio Corbisiero, compositore italiano († 1790)

## Giugno(2)
- 24 giugno - Giovanni Presta, medico e agronomo italiano († 1797)
- 30 giugno - Giovanni Corner, cardinale italiano († 1789)

## Luglio(8)
- 16 luglio - Alexandre Savérien, matematico e filosofo francese († 1805)
- 18 luglio - Francesco Saverio di Hohenzollern-Hechingen, generale e nobile tedesco († 1765)
- 18 luglio - Jacques Le Brigant, avvocato francese († 1804)
- 18 luglio - Gilbert White, naturalista e ornitologo britannico († 1793)
- 24 luglio - Luisa Ulrica di Prussia, nobile svedese († 1782)
- 25 luglio - Giovanni Evangelista Di Blasi, storico italiano († 1812)
- 29 luglio - Tiberio Borghesi, arcivescovo cattolico italiano († 1792)
- 31 luglio - Emmanuel Armand de Vignerot du Plessis, politico, militare e nobile francese († 1788)

## Agosto(10)
- 4 agosto - Béat Fidèle Antoine Jean Dominique de la Tour-Châtillon de Zurlauben, militare e storico svizzero († 1799)
- 7 agosto - Annibale Faussone Scaravelli, nobile italiano († 1778)
- 12 agosto - Martin Gerbert, abate tedesco († 1793)
- 14 agosto - Federico II d'Assia-Kassel, nobile († 1785)
- 17 agosto - Charles Eisen, pittore, incisore e disegnatore francese († 1778)
- 18 agosto - Laurence Shirley, IV conte Ferrers, nobile e assassino britannico († 1760)
- 19 agosto - Ferdinando Fossi, presbitero, archivista e bibliotecario italiano († 1800)
- 20 agosto - Bernard de Bury, clavicembalista e compositore francese († 1785)
- 27 agosto - Giacomo Abbondo, presbitero italiano († 1788)
- 30 agosto - Francesco Labanchi, ammiraglio italiano († 1770)

## Settembre(3)
- 10 settembre - Charles Juste de Beauvau-Craon, nobile e generale francese († 1793)
- 16 settembre - Carlo Magini, pittore italiano († 1806)
- 22 settembre - Lorenz Spengler, scultore e naturalista danese († 1807)

## Ottobre(8)
- 2 ottobre - Giovanna Astrua, soprano italiano († 1757)
- 3 ottobre - Johann Peter Uz, poeta tedesco († 1796)
- 4 ottobre - Giovanni Battista Piranesi, incisore e architetto italiano († 1778)
- 16 ottobre - Johann Georg Sulzer, filosofo svizzero († 1779)
- 17 ottobre - Maria Teresa Agnesi Pinottini, compositrice e clavicembalista italiana († 1795)
- 17 ottobre - Marie-Geneviève-Charlotte Thiroux d'Arconville, scrittrice, traduttrice e chimica francese († 1805)
- 28 ottobre - Jacopo Guarana, pittore italiano († 1808)
- 30 ottobre - Gottlob Moriz Christian von Wacks, nobile e politico tedesco († 1807)

## Novembre(10)
- 4 novembre - Jean Baptiste Christophore Fusée Aublet, farmacista, botanico e esploratore francese († 1778)
- 4 novembre - Ekaterina Dmitrievna Golicyna, nobildonna russa († 1761)
- 7 novembre - Eraclio II di Georgia, re georgiano († 1798)
- 8 novembre - Antonio Bresciani, pittore e incisore italiano († 1817)
- 8 novembre - Hester Grenville, nobildonna britannica († 1803)
- 10 novembre - Onorato III di Monaco, principe monegasco († 1795)
- 13 novembre - Jan Matthias Kok, illustratore, incisore e mercante d'arte olandese († 1771)
- 15 novembre - Franz Albert Leopold von Oberndorff, nobile e politico tedesco († 1799)
- 16 novembre - Charles-Antoine Campion, compositore italiano († 1788)
- 23 novembre - Jean-André Lepaute, orologiaio francese († 1789)

## Dicembre(7)
- 1º dicembre - Charles Howard, X duca di Norfolk, nobile inglese († 1786)
- 7 dicembre - Enrichetta Amalia di Anhalt-Dessau, nobile tedesca († 1793)
- 8 dicembre - Balaji Bajirao Peshwa, indiano († 1761)
- 13 dicembre - Carlo Gozzi, drammaturgo e scrittore italiano († 1806)
- 14 dicembre - Justus Möser, giurista, storico e scrittore tedesco († 1794)
- 25 dicembre - Anna Maria Pertl, austriaca († 1778)
- 31 dicembre - Carlo Edoardo Stuart, nobile († 1788)

## Senza giorno specificato(48)
- Anton Filippo Adami, poeta italiano († 1770)
- Rosario Alagna di Mozia, archeologo italiano († 1799)
- Johann Christoph Altnickol, compositore, organista e cantante lirico tedesco († 1759)
- Giovanni Battista Andreoni, cantante castrato italiano († 1797)
- Ignazio Balbi, compositore italiano († 1773)
- Tommaso Balestrieri, liutaio italiano
- Gabriele Bella, pittore italiano († 1799)
- Antonio Belloni, presbitero e pittore italiano († 1790)
- Johann Michael von Benckendorff, generale russo († 1775)
- Pietro Carlo Borboni, architetto svizzero († 1773)
- Michele Ciani, economista, giurista e funzionario italiano
- Francesco Girolamo Corio, notaio e poeta italiano († 1790)
- Francesco Maria De Regi, matematico, religioso e ingegnere idraulico italiano († 1794)
- Elizabeth Drax, nobildonna inglese († 1792)
- Edme Dumont, scultore francese († 1775)
- William Dutton, orologiaio britannico († 1794)
- Konrad Ekhof, attore teatrale tedesco († 1778)
- Giuseppe Fabiani, scrittore italiano († 1807)
- Francesco Maria Galli da Bibbiena, medico e anatomista italiano († 1774)
- Pietro Gaspari, pittore e scenografo italiano († 1785)
- Sybilla Gronamann, soprano tedesco († 1765)
- Honoré Guibert, ebanista e scultore francese († 1791)
- Else Hansen, nobile danese († 1784)
- James Hargreaves, carpentiere e inventore britannico († 1778)
- Heinrich Christian Friedrich Hosenfelder, pittore e ceramista tedesco († 1805)
- Nicolas-Henri Jardin, architetto francese († 1799)
- Johann Heinrich Gottlob von Justi, economista tedesco († 1771)
- Francesco Paolo Labisi, architetto italiano († 1798)
- Giovanni Lapi, abate e botanico italiano († 1788)
- Jean-Baptiste Le Roy, fisico francese († 1800)
- Henry Lloyd, economista e militare britannico († 1783)
- Giuseppe Antonio Lonis, scultore italiano († 1805)
- Giuseppe Marliani, attore teatrale italiano
- Maddalena Marliani-Raffi, attrice teatrale italiana
- Ambrosio O'Higgins, politico spagnolo († 1801)
- Giuseppe Pannini, architetto, scenografo e archeologo italiano († 1812)
- Anna Piattoli Bacherini, pittrice italiana († 1788)
- Capo Pontiac, condottiero nativo americano († 1769)
- Nicholas Revett, architetto britannico († 1804)
- Jérôme Richard, abate francese
- Giuseppe Sanmartino, scultore italiano († 1793)
- William Savage, compositore, organista e cantante inglese († 1789)
- Shalom Sharabi, rabbino yemenita († 1777)
- Jeremiah Sisson, artigiano inglese († 1783)
- Agostino Storace, scultore italiano († 1793)
- Clementina Walkinshaw, nobile scozzese († 1802)
- Atanasio Zannoni, attore teatrale italiano († 1792)
- Bartolomeo di Panigai, gesuita, matematico e geografo italiano († 1793)